# Bulbophyllum micronesiacum
Bulbophyllum micronesiacum là một loài phong lan thuộc chi Bulbophyllum.